# Michele Ferrarin
Michele Ferrarin né le 11 août 1971 à Vérone est un triathlète handisport italien, double champion d'Europe de paratriathlon TRI-3/TP2 (2012, 2013) et double champion du monde de paratriathlon TRI-3/TP2 (2013, 2015).

## Palmarès triathlon
Le tableau présente les résultats les plus significatifs (podium) obtenus sur le circuit international de paratriathlon depuis 2012,. 
| Année | Paratriathlon                                | Pays        | Position          | Temps           |
| ----- | -------------------------------------------- | ----------- | ----------------- | --------------- |
| 2016  | Jeux paralympiques de Rio PT2                | Brésil      | Médaille d'argent | 1 h 12 min 30 s |
| 2016  | ITU Series PT2 - Étape d'Aguilas             | Espagne     | Médaille d'or     | 1 h 12 min 9 s  |
| 2015  | Championnats du monde de paratriathlon PT2   | États-Unis  | Médaille d'or     | 1 h 10 min 0 s  |
| 2015  | ITU Series PT2 - Étape de Londres            | Royaume-Uni | Médaille d'or     | 1 h 10 min 21 s |
| 2014  | ITU Series PT2 - Étape d'Iseo                | Italie      | Médaille d'or     | 1 h 7 min 10 s  |
| 2014  | ITU Series PT2 - Étape de Londres            | Royaume-Uni | Médaille d'or     | 1 h 12 min 12 s |
| 2014  | ITU Series PT2 - Étape de Besançon           | France      | Médaille d'or     | 1 h 5 min 34 s  |
| 2013  | Championnats du monde de paratriathlon TRI-3 | Royaume-Uni | Médaille d'or     | 1 h 16 min 19 s |
| 2013  | Championnats d'Europe de paratriathlon TRI-3 | Turquie     | Médaille d'or     | 1 h 9 min 5 s   |
| 2013  | ITU Series TRI-3 - Étape de Besançon         | France      | Médaille d'or     | 1 h 12 min 10 s |
| 2012  | Championnats d'Europe de paratriathlon TRI-3 | Israël      | Médaille d'or     | 1 h 7 min 30 s  |